# Melothria scabra
Melothria scabra es una especie de planta trepadora cucurbitácea cultivada por sus frutos comestibles. Los frutos son del tamaño de uvas y de un sabor similar al pepino, son notables por un sabor amargo que proviene de su piel. Algunos de los nombres con los que se le conoce son, melón riata, pepinillo agrio, sandía miniatura mexicana, sandía ratón, sandita, pepino amargo mexicano, cucamelón

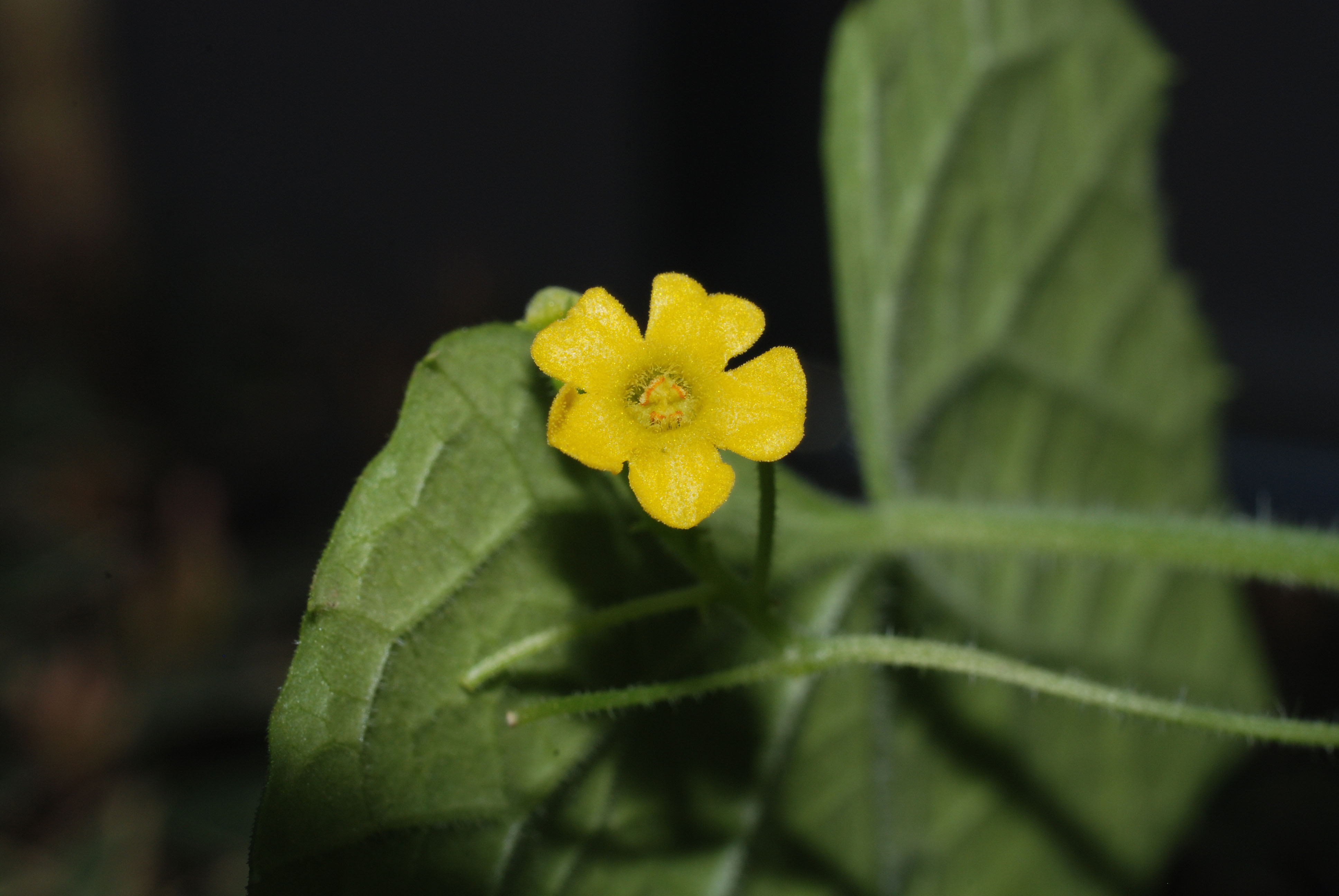
Detalle de la flor

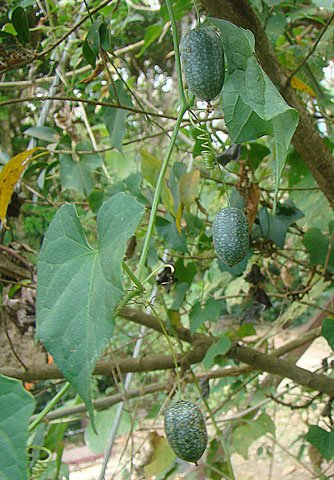
Detalle de la planta

## Descripción
Son plantas trepadoras o rastreras, delgadas; tallos finamente setulosos. Hojas muy ampliamente ovadas o pentagonales, 2.2–10 cm de largo y 2.5–12 cm de ancho, cordadas, membranosas a cartáceas, cortamente híspidas o punteado-escábridas, cortamente 5-palmatilobadas, lobos ampliamente triangulares a ovados, distantes e inconspicua a distintamente sinuado-denticulados, obtusamente acuminados, apiculados, el lobo central más grande; pecíolos 1.7–6.5 cm de largo, finamente patente-setulosos. Flores estaminadas 2–10, pedúnculos delgados, 0.5–4 cm de largo, pedicelos subumbelados a cortamente racemosos, delgados, 2–11 mm de largo, hipanto 2.5–4 mm de largo, sépalos triangulares, 0.5–1 mm de largo, pétalos obovado-oblongos, 2–6 mm de largo, amarillos; flores pistiladas en pedicelos delgados y de 5–30 mm de largo, hipanto y perianto como en las flores estaminadas, ovario ovoide a fusiforme, rostrado, 7.5–16 mm de largo. Fruto elipsoide a elipsoide-cilíndrico, 2.3–5 cm de largo y 1.5–2.5 cm de ancho, verde claro opaco con rayas longitudinales o reticulaciones más obscuras y a veces con pequeños puntos más claros, lentamente tornándose amarillo-anaranjado cuando maduro, pedúnculo 0.5–3 cm de largo, delgado; semillas ca 3.5 mm de largo y 2 mm de ancho, pálidas.

## Distribución
Esta planta es nativa del sur de Norteamérica, donde se la conoce como "Sandita". Se cree que fue domesticada antes de que comenzara el contacto occidental. 

## Taxonomía
Melothria scabra fue descrito por Charles Victor Naudin y publicado en Annales des Sciences Naturelles; Botanique, sér. 5, 6: 10–11. 1866.
Sinonimia
- Melothria costensis C. Jeffrey